# Recopa Sudamericana 2025
La Recopa Sudamericana 2025, oficialmente Conmebol Recopa Sudamericana 2025, fue la trigésima tercera edición del torneo organizado por la Confederación Sudamericana de Fútbol, que enfrentó a Botafogo, campeón de la Copa Libertadores 2024, contra Racing Club, campeón de la Copa Sudamericana 2024.
Se jugó a partidos de ida y vuelta, el 20 de febrero y el 27 de febrero de 2025. El campeón fue Racing Club que logró su primer título en la competición.

## Equipos participantes
|  | Botafogo    |  |  |  | Campeón de la Copa Libertadores (2024) |
|  | Racing Club |  |  |  | Campeón de la Copa Sudamericana (2024) |

## Sedes
| Avellaneda                     | Río de Janeiro                 |
| ------------------------------ | ------------------------------ |
| Estadio El Cilindro            | Estadio Nilton Santos          |
| Capacidad: 55 880 espectadores | Capacidad: 45 000 espectadores |
|                                |                                |

## Resultados
| Bandera de Brasil | vs. | Bandera de Argentina |
| Botafogo 0        | vs. | Racing Club 2        |

### Partido de ida
| 20 de febrero | Racing Club                      | 2:0 (1:0) | Botafogo | Estadio El Cilindro, Avellaneda                                                   |                                                                                   |
| 21:30 (UTC-3) | Vietto 31' (pen.) · Martínez 63' | Reporte   |          | Asistencia: 35 538 espectadores Árbitro(s): Felipe González VAR: Rodrigo Carvajal | Asistencia: 35 538 espectadores Árbitro(s): Felipe González VAR: Rodrigo Carvajal |

| 21         | Guardameta     | Gabriel Arias     |     |
| 35         | Defensa        | Santiago Quiros   |     |
| 23         | Defensa        | Nazareno Colombo  |     |
| 3          | Defensa        | Marco Di Cesare   |     |
| 27         | Centrocampista | Gabriel Rojas     |     |
| 36         | Centrocampista | Bruno Zuculini    |     |
| 5          | Centrocampista | Juan Nardoni      |     |
| 15         | Centrocampista | Gastón Martirena  |     |
| 7          | Delantero      | Maximiliano Salas | 89' |
| 9          | Delantero      | Adrián Martínez   |     |
| 10         | Delantero      | Luciano Vietto    | 36' |
| Entrenador | Entrenador     | Gustavo Costas    |     |

| 12         | Guardameta     | John               |     |
| 2          | Defensa        | Vitinho            |     |
| 5          | Defensa        | Danilo Barbosa     |     |
| 20         | Defensa        | Alexander Barboza  |     |
| 13         | Defensa        | Alex Telles        |     |
| 28         | Centrocampista | Newton             |     |
| 25         | Centrocampista | Allan              | 59' |
| 17         | Centrocampista | Marlon Freitas     |     |
| 10         | Delantero      | Jefferson Savarino | 88' |
| 99         | Delantero      | Igor Jesus         |     |
| 11         | Delantero      | Matheus Martins    | 76' |
| Entrenador | Entrenador     | Caçapa             |     |

| 11 | Centrocampista | Matías Zaracho    | 36' |
| 19 | Defensa        | Ignacio Rodríguez | 89' |

| 9  | Delantero      | Rwan Cruz | 59' |
| 66 | Defensa        | Cuiabano  | 76' |
| 18 | Centrocampista | Kauê      | 88' |

| Anotado · Penal | 31' | Luciano Vietto  | 1−0 |
| Anotado         | 63' | Adrián Martínez | 2−0 |

| Amonestado | 16' | Marco Di Cesare  |
| Amonestado | 41' | Bruno Zuculini   |
| Amonestado | 81' | Gastón Martirena |
| Amonestado | 82' | Juan Nardoni     |

| Amonestado | 29'   | Alexander Barboza |
| Amonestado | 45+3' | Danilo Barbosa    |
| Amonestado | 70'   | Newton            |
| Amonestado | 72'   | Rwan Cruz         |

| Expulsado | 87' | Cuiabano |

| Árbitro              | Felipe González    |
| Árbitros asistentes  | José Retamal       |
| Árbitros asistentes  | Miguel Rocha       |
| Cuarto árbitro       | Augusto Aragón     |
| Quinto árbitro       | Ricardo Baren      |
| VAR                  | Rodrigo Carvajal   |
| Adicionales VAR      | Edson Cisternas    |
| Adicionales VAR      | Benjamín Saravia   |
| Adicionales VAR      | Francisco Gilabert |
| Quality Mánager      | Juan Cardellino    |
| Asesor internacional | Jorge Mercado      |

| 21         | Guardameta     | Gabriel Arias     |     |
| 35         | Defensa        | Santiago Quiros   |     |
| 23         | Defensa        | Nazareno Colombo  |     |
| 3          | Defensa        | Marco Di Cesare   |     |
| 27         | Centrocampista | Gabriel Rojas     |     |
| 36         | Centrocampista | Bruno Zuculini    |     |
| 5          | Centrocampista | Juan Nardoni      |     |
| 15         | Centrocampista | Gastón Martirena  |     |
| 7          | Delantero      | Maximiliano Salas | 89' |
| 9          | Delantero      | Adrián Martínez   |     |
| 10         | Delantero      | Luciano Vietto    | 36' |
| Entrenador | Entrenador     | Gustavo Costas    |     |

| 12         | Guardameta     | John               |     |
| 2          | Defensa        | Vitinho            |     |
| 5          | Defensa        | Danilo Barbosa     |     |
| 20         | Defensa        | Alexander Barboza  |     |
| 13         | Defensa        | Alex Telles        |     |
| 28         | Centrocampista | Newton             |     |
| 25         | Centrocampista | Allan              | 59' |
| 17         | Centrocampista | Marlon Freitas     |     |
| 10         | Delantero      | Jefferson Savarino | 88' |
| 99         | Delantero      | Igor Jesus         |     |
| 11         | Delantero      | Matheus Martins    | 76' |
| Entrenador | Entrenador     | Caçapa             |     |

| 11 | Centrocampista | Matías Zaracho    | 36' |
| 19 | Defensa        | Ignacio Rodríguez | 89' |

| 9  | Delantero      | Rwan Cruz | 59' |
| 66 | Defensa        | Cuiabano  | 76' |
| 18 | Centrocampista | Kauê      | 88' |

| Anotado · Penal | 31' | Luciano Vietto  | 1−0 |
| Anotado         | 63' | Adrián Martínez | 2−0 |

| Amonestado | 16' | Marco Di Cesare  |
| Amonestado | 41' | Bruno Zuculini   |
| Amonestado | 81' | Gastón Martirena |
| Amonestado | 82' | Juan Nardoni     |

| Amonestado | 29'   | Alexander Barboza |
| Amonestado | 45+3' | Danilo Barbosa    |
| Amonestado | 70'   | Newton            |
| Amonestado | 72'   | Rwan Cruz         |

| Expulsado | 87' | Cuiabano |

| Árbitro              | Felipe González    |
| Árbitros asistentes  | José Retamal       |
| Árbitros asistentes  | Miguel Rocha       |
| Cuarto árbitro       | Augusto Aragón     |
| Quinto árbitro       | Ricardo Baren      |
| VAR                  | Rodrigo Carvajal   |
| Adicionales VAR      | Edson Cisternas    |
| Adicionales VAR      | Benjamín Saravia   |
| Adicionales VAR      | Francisco Gilabert |
| Quality Mánager      | Juan Cardellino    |
| Asesor internacional | Jorge Mercado      |

### Partido de vuelta
| 27 de febrero | Botafogo | 0:2 (0:0) (Global 0:4) | Racing Club                | Estadio Nilton Santos, Rio de Janeiro                                       |                                                                             |
| 21:30 (UTC-3) |          | Reporte                | Zaracho 50' · Zuculini 69' | Asistencia: 30 975 espectadores Árbitro(s): Jesús Valenzuela VAR: Juan Soto | Asistencia: 30 975 espectadores Árbitro(s): Jesús Valenzuela VAR: Juan Soto |

| 12         | Guardameta     | John               |     |
| 13         | Defensa        | Alex Telles        |     |
| 20         | Defensa        | Alexander Barboza  |     |
| 32         | Defensa        | Jair               |     |
| 2          | Defensa        | Vitinho            | 80' |
| 17         | Centrocampista | Marlon Freitas     |     |
| 26         | Centrocampista | Gregore            | 55' |
| 11         | Centrocampista | Matheus Martins    | 70' |
| 10         | Centrocampista | Jefferson Savarino | 80' |
| 7          | Centrocampista | Artur              | 55' |
| 99         | Delantero      | Igor Jesus         |     |
| Entrenador | Entrenador     | Caçapa             |     |

| 21         | Guardameta     | Gabriel Arias     |     |
| 3          | Defensa        | Marco Di Cesare   | 57' |
| 23         | Defensa        | Nazareno Colombo  |     |
| 35         | Defensa        | Santiago Quiros   |     |
| 15         | Centrocampista | Gastón Martirena  | 85' |
| 5          | Centrocampista | Juan Nardoni      |     |
| 36         | Centrocampista | Bruno Zuculini    | 78' |
| 27         | Centrocampista | Gabriel Rojas     |     |
| 10         | Delantero      | Luciano Vietto    | 46' |
| 9          | Delantero      | Adrián Martínez   | 86' |
| 7          | Delantero      | Maximiliano Salas |     |
| Entrenador | Entrenador     | Gustavo Costas    |     |

| 9  | Delantero      | Rwan Cruz   | 55' |
| 47 | Delantero      | Jeffinho    | 55' |
| 19 | Delantero      | Kayke       | 70' |
| 4  | Defensa        | Mateo Ponte | 80' |
| 28 | Centrocampista | Newton      | 80' |

| 11 | Centrocampista | Matías Zaracho   | 46' |
| 20 | Defensa        | Germán Conti     | 57' |
| 32 | Centrocampista | Agustín Almendra | 78' |
| 34 | Defensa        | Facundo Mura     | 85' |
| 28 | Delantero      | Santiago Solari  | 86' |

| Anotado | 50' | Matías Zaracho | 0−1 |
| Anotado | 69' | Bruno Zuculini | 0−2 |

| Amonestado | 17' | Gregore           |
| Amonestado | 53' | Jair              |
| Amonestado | 66' | Alexander Barboza |

| Amonestado | 33' | Luciano Vietto  |
| Amonestado | 49' | Adrián Martínez |
| Amonestado | 67' | Juan Nardoni    |
| Amonestado | 71' | Gabriel Arias   |

| Árbitro              | Jesús Valenzuela |
| Árbitros asistentes  | Jorge Urrego     |
| Árbitros asistentes  | Tulio Moreno     |
| Cuarto árbitro       | Gery Vargas      |
| Quinto árbitro       | José Antelo      |
| VAR                  | Juan Soto        |
| Adicionales VAR      | Alexander Guzmán |
| Adicionales VAR      | Leonard Mosquera |
| Adicionales VAR      | John Perdomo     |
| Quality Mánager      | Luis Vera        |
| Asesor internacional | David González   |

| 12         | Guardameta     | John               |     |
| 13         | Defensa        | Alex Telles        |     |
| 20         | Defensa        | Alexander Barboza  |     |
| 32         | Defensa        | Jair               |     |
| 2          | Defensa        | Vitinho            | 80' |
| 17         | Centrocampista | Marlon Freitas     |     |
| 26         | Centrocampista | Gregore            | 55' |
| 11         | Centrocampista | Matheus Martins    | 70' |
| 10         | Centrocampista | Jefferson Savarino | 80' |
| 7          | Centrocampista | Artur              | 55' |
| 99         | Delantero      | Igor Jesus         |     |
| Entrenador | Entrenador     | Caçapa             |     |

| 21         | Guardameta     | Gabriel Arias     |     |
| 3          | Defensa        | Marco Di Cesare   | 57' |
| 23         | Defensa        | Nazareno Colombo  |     |
| 35         | Defensa        | Santiago Quiros   |     |
| 15         | Centrocampista | Gastón Martirena  | 85' |
| 5          | Centrocampista | Juan Nardoni      |     |
| 36         | Centrocampista | Bruno Zuculini    | 78' |
| 27         | Centrocampista | Gabriel Rojas     |     |
| 10         | Delantero      | Luciano Vietto    | 46' |
| 9          | Delantero      | Adrián Martínez   | 86' |
| 7          | Delantero      | Maximiliano Salas |     |
| Entrenador | Entrenador     | Gustavo Costas    |     |

| 9  | Delantero      | Rwan Cruz   | 55' |
| 47 | Delantero      | Jeffinho    | 55' |
| 19 | Delantero      | Kayke       | 70' |
| 4  | Defensa        | Mateo Ponte | 80' |
| 28 | Centrocampista | Newton      | 80' |

| 11 | Centrocampista | Matías Zaracho   | 46' |
| 20 | Defensa        | Germán Conti     | 57' |
| 32 | Centrocampista | Agustín Almendra | 78' |
| 34 | Defensa        | Facundo Mura     | 85' |
| 28 | Delantero      | Santiago Solari  | 86' |

| Anotado | 50' | Matías Zaracho | 0−1 |
| Anotado | 69' | Bruno Zuculini | 0−2 |

| Amonestado | 17' | Gregore           |
| Amonestado | 53' | Jair              |
| Amonestado | 66' | Alexander Barboza |

| Amonestado | 33' | Luciano Vietto  |
| Amonestado | 49' | Adrián Martínez |
| Amonestado | 67' | Juan Nardoni    |
| Amonestado | 71' | Gabriel Arias   |

| Árbitro              | Jesús Valenzuela |
| Árbitros asistentes  | Jorge Urrego     |
| Árbitros asistentes  | Tulio Moreno     |
| Cuarto árbitro       | Gery Vargas      |
| Quinto árbitro       | José Antelo      |
| VAR                  | Juan Soto        |
| Adicionales VAR      | Alexander Guzmán |
| Adicionales VAR      | Leonard Mosquera |
| Adicionales VAR      | John Perdomo     |
| Quality Mánager      | Luis Vera        |
| Asesor internacional | David González   |

|                                 |
| Bandera de Argentina            |
| Campeón Racing Club 1.er título |